# Jules Perrot

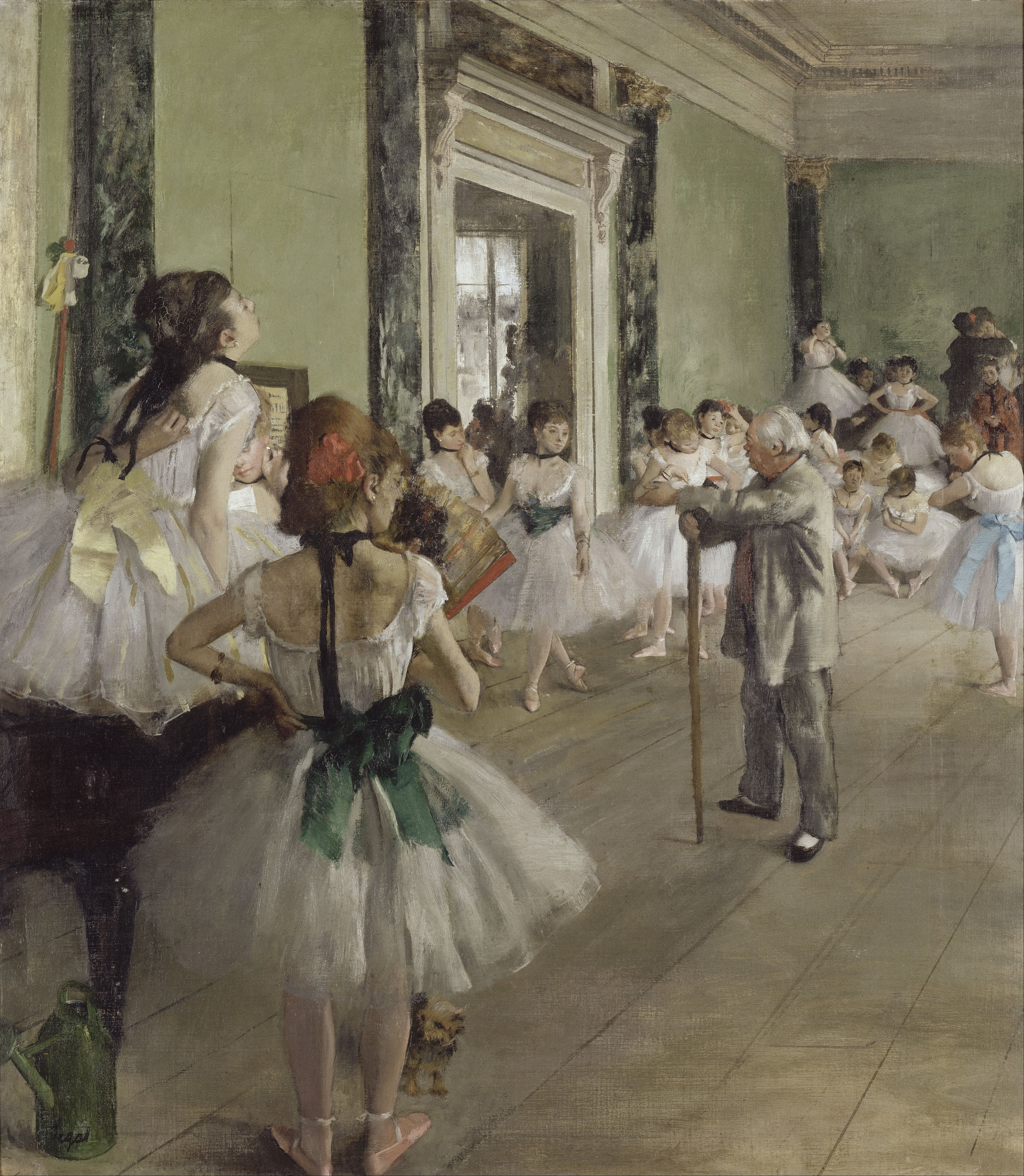
Auf einigen Bildern Edgar Degas’ erscheint der alternde Jules Perrot als Ballettlehrer – Die Tanzklasse, 1875

Jules-Joseph Perrot (* 18. August 1810 in Lyon; † 29. August 1892 in Paramé) war ein französischer Tänzer und Ballettchoreograf. Perrot gehört zu den zentralen Figuren der Epoche des „romantischen Balletts“.
Perrot war der Sohn eines Bühnentechnikers und nahm seit dem neunten Lebensjahr Tanzunterricht. Mit zehn Jahren kam er nach Paris. Aufgrund seines für ruhige Posen nicht idealen Körperbaus soll er den ihn auszeichnenden sehr kraftvollen und bewegten Tanzstil entwickelt haben; damit erregte er bei seinem Debüt an der Pariser Oper 1830 großes Aufsehen. Wegen Differenzen mit seiner Partnerin Marie Taglioni verlor er nach einigen Jahren seine Anstellung und tourte durch die wichtigen Ballettbühnen Europas wie London, Mailand, Wien und Neapel, wo er auch Carlotta Grisi kennenlernte und ausbildete. Ab 1836 schrieb er Choreografien, deren berühmteste Giselle ist. Seine Erfolge waren so bedeutend, dass er für den Pas de Quatre 1845 vier der wichtigsten Tänzerinnen Europas (Marie Taglioni, Carlotta Grisi, Lucile Grahn und Fanny Cerrito) engagieren konnte. 1851 ließ er sich in Sankt Petersburg nieder und arbeitete am kaiserlichen Theater erst als Tänzer, dann als Tanzlehrer. Mit seiner Frau Capitoline Samovskaya, einer ehemaligen Schülerin, hatte er zwei Kinder. Er verließ St. Petersburg 1859 und kehrte nach Paris zurück, wo er aber nicht mehr an seine früheren Erfolge anknüpfen konnte.

## Wichtigste Werke
- 1836: Tarantella (London)
- 1841: Giselle (Paris)

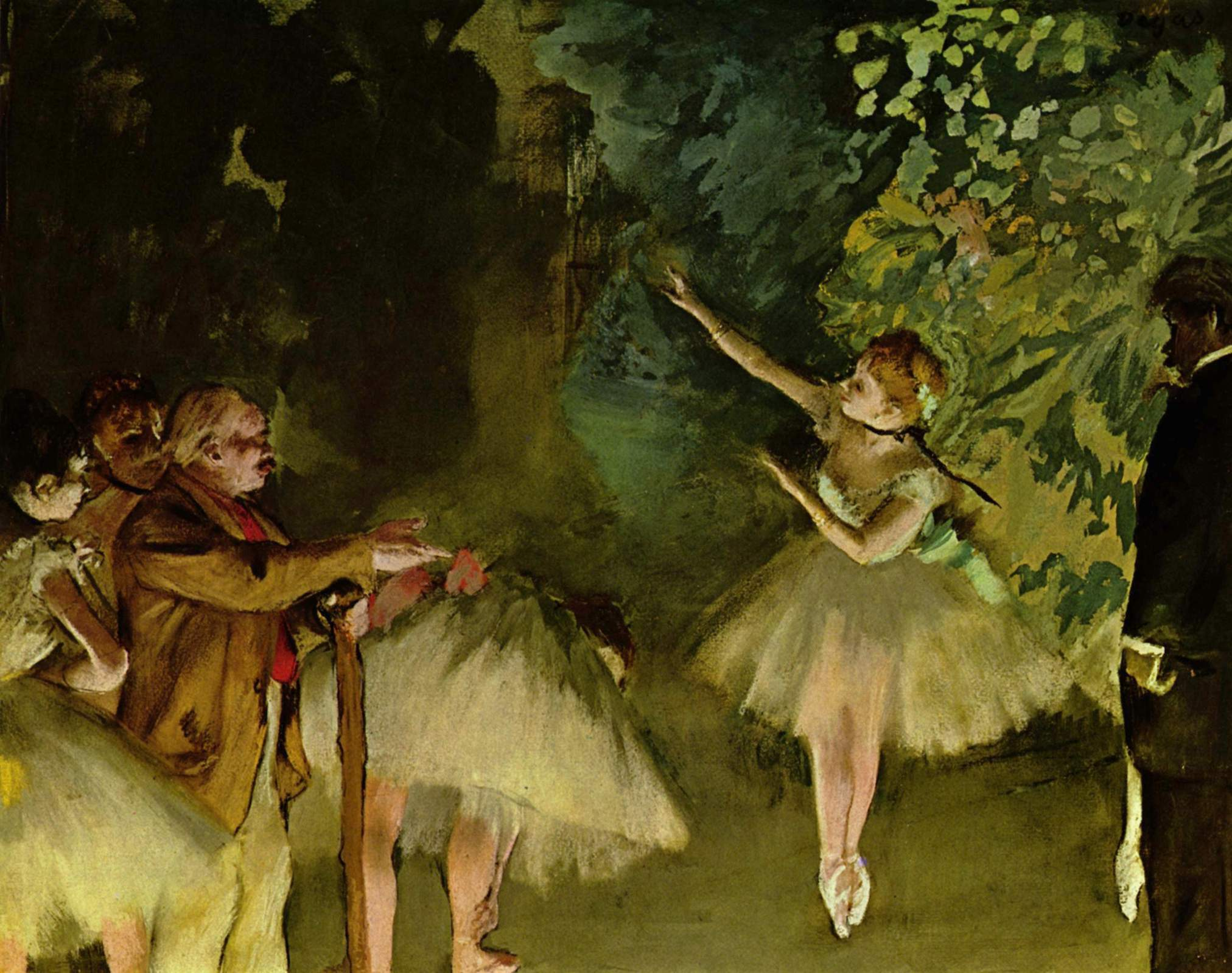
Edgar Degas: Ballettprobe, 1875

- 1842: Une soirée du carnaval (London)
- 1843: Ondine (London)
- 1844: La Esmeralda (London)
- 1846: Le Jugement de Pâris (London)
- 1854: Faust (St. Petersburg)
- 1855: Markitenka (St. Petersburg)
- 1858: Le Corsaire (St. Petersburg)